# Golful Varna
Golful Varna (în bulgară Варненски залив, transliterat: Varnenski zaliv; numit între 1950 și 1962 Golful Stalin, în bulgară Сталински залив) este un golf de pe coasta bulgară a Mării Negre. Lungimea golfului este de 3 kilometri. Lățimea sa maximă este de 8 kilometri (5,0 mi), iar adâncimea sa variază de la 10 la 18 metri. Orașul Varna cu portul său este situat pe malul golfului.
Golful Varna este de importanță economică în Bulgaria datorită industriilor sale de turism, pescuit și transport maritim. Zona este, de asemenea, cunoscută pentru biodiversitatea bogată și siturile arheologice, orașul Varna fiind considerat una dintre cele mai vechi așezări umane din Europa.De asemena,principalul schimb de apă cu Marea Neagră are loc prin Canalul Varna,acesta purtând numele orașului și golfului.
| Golful Varna                           | Golful Varna                                                                    |  |
| -------------------------------------- | ------------------------------------------------------------------------------- |  |
| Capul Galata, vedere din Golful Varna  |                                                                                 |  |
| Golful Varna · Golful Varna (Bulgaria) |                                                                                 |  |
| Locație                                | Marea Neagră                                                                    |  |
| Coordonate                             | 43°13′01″N 27°55′01″E(aproximativ) ; 43°11′46″N 27°57′26″E(precis+Capul Galata) |  |
| Surse de apă                           | Niciuna                                                                         |  |
| Surse de mare/ocean                    | Oceanul Atlantic                                                                |  |
| Țări bazinale                          | Bulgaria                                                                        |  |
|                                        |                                                                                 |  |
| Lungime maximă                         | 3 km (1.9 mi)                                                                   |  |
| Lățime maximă                          | 8 km (5.0 mi)                                                                   |  |
| Adâncime medie                         | 10–18 m (33–59 ft)                                                              |  |
| Salinitate                             | 17 %                                                                            |  |
|                                        |                                                                                 |  |
| Insule                                 | 0                                                                               |  |
| Aluviuni                               | Varna                                                                           |  |